# Grupul lui Klein
În matematică grupul lui Klein este un grup cu patru elemente, în care fiecare element este propriul său invers (compunerea cu sine însuși dă elementul neutru) și în care compunerea oricăror două elemente neidentice dintre trei produce al treilea. Poate fi descris ca grupul de simetrie al unui dreptunghi care nu este un pătrat (cele trei elemente neidentice fiind reflexiile orizontală și verticală și rotația de 180°), sau ca grupul de operații pe câte doi biți al sau exclusiv, sau, mai abstract, ca Z2×Z2, produsul direct⁠(d) al grupului ciclic de ordinul 2 cu el însuși. A fost denumit Vierergruppe (adică patru grupuri) de către Felix Klein în 1884. Se mai numește și grupul Klein, și este adesea simbolizat prin V sau K4.
Grupul Klein, cu patru elemente, este cel mai mic grup care nu este un grup ciclic. Există un singur alt grup de ordinul patru izomorf, grupul ciclic de ordinul 4. Ambele sunt grupuri abeliene. Cel mai mic grup neabelian este grupul simetric de gradul 3⁠(d), care are ordinul 6.

## Prezentare
Tabla Cayley a operației binare a grupului Klein este dată de:
| * | e | a | b | c |
| - | - | - | - | - |
| e | e | a | b | c |
| a | a | e | c | b |
| b | b | c | e | a |
| c | c | b | a | e |

Grupul Klein este definit și de prezentare de grup⁠(d)
{\displaystyle \mathrm {V} =\left\langle a,b\mid a^{2}=b^{2}=(ab)^{2}=e\right\rangle .}
Toate elemente diferite de elementul neutru din grupul Klein au ordinul 2, astfel oricare două elemente dintre care niciunul nu este elementul neutru pot servi ca generatori în prezentarea de mai sus. Grupul Klein este cel mai mic grup neciclic. Totuși, este un grup abelian și izomorf cu grupul diedral de ordin (cardinalitate) 4, adică D4 (sau D2, folosind convenția geometrică); altul decât grupul de ordinul 2, este singurul grup diedru care este abelian.
Grupul Klein este, de asemenea, izomorf cu suma directă⁠(d) Z2⊕Z2, astfel încât să poată fi reprezentat ca perechi {(0,0), (0,1), (1,0), (1,1)}  la adăugarea componentelor modulo 2⁠(d) (sau echivalent șirurile de biți {00, 01, 10, 11}  din operația XOR pe biți); cu (0,0) elementul neutru al grupului. Grupul Klein este astfel un exemplu al unui grup elementar abelian 2, care se mai numește și grup boolean. Grupul Klein este, de asemenea, grupul generat de diferența simetrică ca operație binară pe submulțimile din familia tuturor submulțimilor⁠(d) unei mulțimi cu două elemente, adică peste un domeniu cu patru elemente, de exemplu {\displaystyle \{\emptyset ,\{\alpha \},\{\beta \},\{\alpha ,\beta \}\}}; în acest caz mulțimea vidă fiind elementul neutru al grupului.
O altă construcție numerică a grupului Klein este mulțimea {1, 3, 5, 7}, operația fiind înmulțirea modulo 8. Aici ' a este 3, b este 5 iar c = ab este 3 × 5 = 15 ≡ 7 (mod 8).
Grupul Klein are o reprezentare ca 2×2 matrici reale, operația fiind înmulțirea matricilor:
{\displaystyle e={\begin{pmatrix}1&0\\0&1\end{pmatrix}},\quad a={\begin{pmatrix}1&0\\0&-1\end{pmatrix}},\quad b={\begin{pmatrix}-1&0\\0&1\end{pmatrix}},\quad c={\begin{pmatrix}-1&0\\0&-1\end{pmatrix}}}

## Geometrie

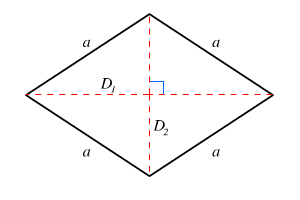
Grupul de simetrie al rombului este grupul Klein. El poate fi oglindit orizontal (a), vertical (b) sau în ambele feluri (ab) și să rămână neschimbat. Totuși, spre deosebire de pătrat, o rotație cu 90° va schimba forma figurii.

Geometric, în bidimensional, grupul Klein este grupul de simetrie al romburilor și al dreptunghiurilor care nu sunt pătrate, cele patru elemente fiind identitatea, reflexia verticală, reflexia orizontală și rotația cu 180°.
În tridimensional există trei grupuri diferite de simetrie care sunt din punct de vedere algebric grupul Klein:
- unul cu trei axe de rotație perpendiculare, elementele fiind rotații pe câte 2 axe: D2
- unul cu o axă de rotație (2 pași) și un plan perpendicular de reflexie: C2h = D1d
- unul cu axa de rotație (2 pași) într-un plan de reflexie (și deci și într-un plan perpendicular de reflexie): C2v = D1h.

## Teoria grafurilor
Cel mai simplu graf simplu conex care admite grupul Klein ca automorfism de grup⁠(d) este graful „diamant” prezentat mai jos. Este, de asemenea, grupul de automorfism al altor grafuri care sunt mai simple în sensul de a avea mai puține componente. Acestea includ graful cu patru vârfuri și o muchie, care rămâne simplu, dar pierde conectivitatea, și graful cu două vârfuri conectate între ele prin două muchii, care rămâne conectat, dar pierde simplitatea.

## legături externe
- Materiale media legate de grupul lui Klein la Wikimedia Commons
- en  Eric W. Weisstein, Vierergruppe la MathWorld.